# Révolution nationale indonésienne
Vous lisez un « bon article » labellisé en 2009.
La révolution nationale indonésienne, ou guerre d'indépendance indonésienne, est un conflit armé et une lutte diplomatique entre l'Indonésie et les Pays-Bas, ainsi qu'une révolution sociale et décoloniale. Elle s'est déroulée de 1945 à 1949, entre la déclaration d'indépendance de l'Indonésie et la reconnaissance de l'Indonésie en tant qu'État indépendant par les Pays-Bas, le 27 décembre 1949. Les Indonésiens appellent ces quatre ans de conflit armé « Revolusi ».
Au lendemain de la Seconde Guerre mondiale, les Pays-Bas voulurent récupérer leur ancienne colonie, qu'ils avaient dû abandonner lors de l'invasion par les Japonais en 1942. Les Néerlandais parvinrent à contrôler les grandes villes, mais pas les zones rurales. Le conflit ruina petit à petit l'économie néerlandaise.
Le conflit prit fin avec le transfert formel, le 27 décembre 1949, de la souveraineté sur le territoire des Indes néerlandaises du royaume des Pays-Bas à une république des États-Unis d'Indonésie, créée le 14 décembre 1949. À la suite de la révolution, le système de castes auparavant en vigueur perdit de l'importance, réduisant le pouvoir des dirigeants locaux (les râjas).

## Contexte

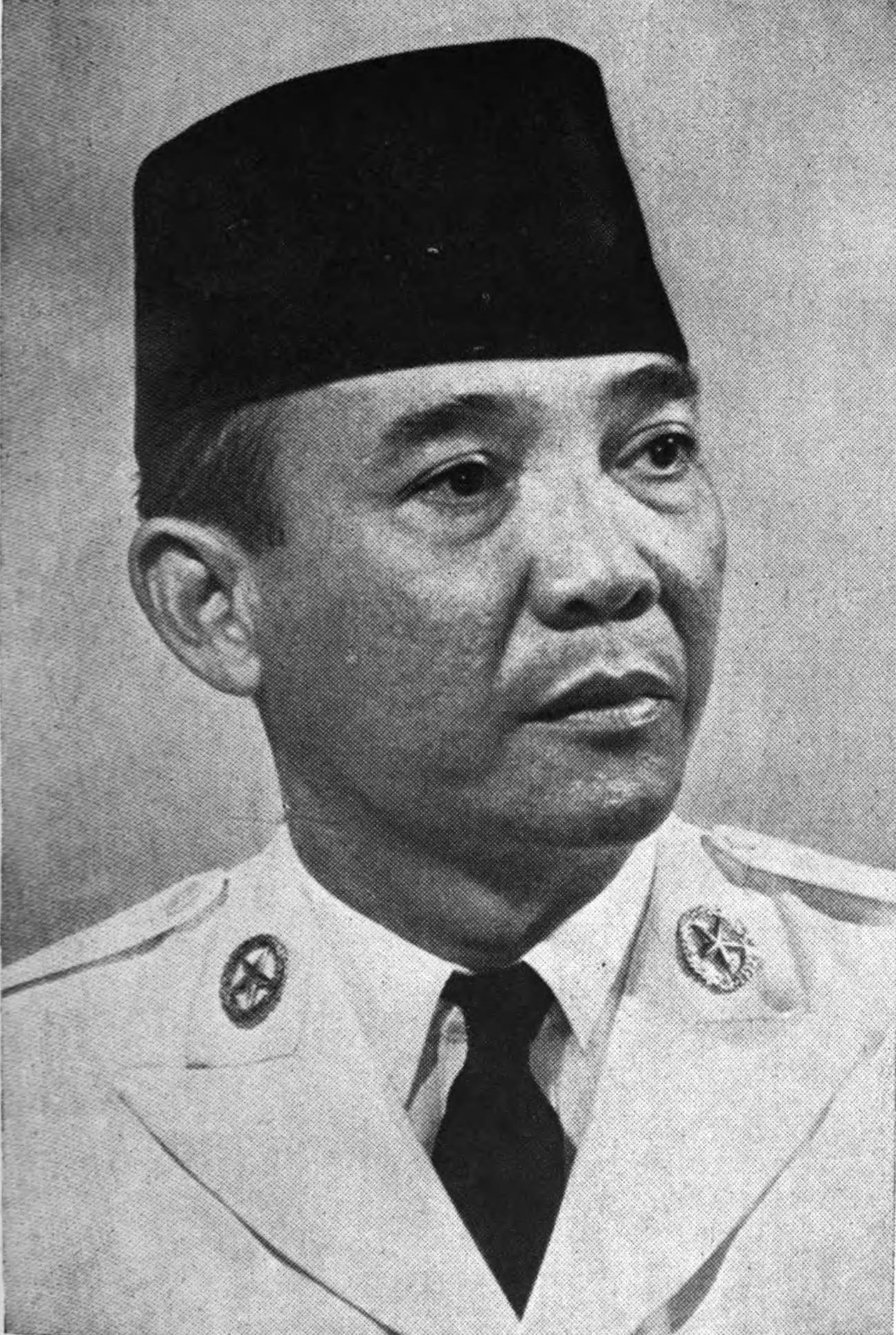
Soekarno, le futur premier président indonésien.

Le nationalisme indonésien et les mouvements en faveur de l'indépendance tels que le Budi Utomo, le Parti national indonésien (PNI), le Sarekat Islam et le Parti communiste indonésien (PKI) se développèrent rapidement au cours de la première partie du XXe siècle. Le Budi Utomo, le Sarekat Islam et d'autres adoptèrent des stratégies de coopération avec le colonisateur en siégeant au Volksraad (« Conseil du peuple ») mis en place par les Néerlandais dans l'espoir que l'Indonésie se verrait un jour accorder l'autonomie. D'autres choisirent une stratégie de non-coopération, demandant l'autonomie complète pour les Indes néerlandaises alors colonisées. Les plus importants dirigeants de ces mouvements furent Soekarno et Mohammad Hatta, deux étudiants et figures du mouvement nationaliste ayant bénéficié des réformes éducatives mises en œuvre au nom de la politique éthique.
Les trois ans et demi d'occupation japonaise de l'Indonésie durant la Seconde Guerre mondiale eurent un rôle crucial dans la révolution à venir. Eux-mêmes sous occupation allemande, les Pays-Bas n'avaient qu'une faible capacité à défendre leurs colonies contre l'armée japonaise et, trois mois seulement après leurs premières attaques, les Japonais occupaient une grande partie des Indes néerlandaises. À Java et, dans une moindre mesure, à Sumatra (les deux îles les plus peuplées et les plus développées économiquement), les Japonais répandirent et encouragèrent le sentiment nationaliste. Bien que ce fût davantage par intérêt politique que par soutien purement altruiste à l'indépendance indonésienne, ils créèrent de nouvelles institutions (y compris des organisations de voisinage) et promurent des dirigeants politiques comme Soekarno. Les Japonais éliminèrent et remplacèrent la plupart des structures économiques, administratives et politiques mises en place par les Néerlandais.
Alors que la guerre tournait en défaveur du Japon, les Néerlandais cherchaient à rétablir leur autorité sur l'Indonésie et demandèrent aux Japonais d'y « préserver la loi et l'ordre ». Mais les Japonais étaient plutôt enclins à aider les nationalistes indonésiens à se préparer pour l'autonomie. Le 7 septembre 1944, alors que la situation du Japon s'aggravait sérieusement, le premier ministre Kuniaki Koiso promit l'indépendance à l'Indonésie, sans toutefois fixer de date. Cette annonce fut interprétée comme une preuve irréfutable de collaboration de Soekarno avec les Japonais.

## L'indépendance déclarée
Sous la pression des groupes radicaux et politisés de pemuda (« jeunes »), Soekarno et Hatta proclamèrent l'indépendance de l'Indonésie, le 17 août 1945, deux jours après l'acceptation, par l'empereur japonais, de la capitulation,,. Le jour suivant, le Komite Nasional Indonesia Pusat (KNIP) déclara Soekarno président et Hatta vice-président,,.

### L'euphorie de la révolution
Dans les îles extérieures, la nouvelle de la déclaration d'indépendance ne se répandit pas avant la mi-septembre, et de nombreux Indonésiens résidant loin de la capitale, Jakarta, n'y crurent pas. À mesure que l'information se propageait, les citoyens ordinaires ressentirent un sentiment de liberté qui conduisit la plupart à se considérer comme pro-républicains, et l'allégresse de la révolution balaya le pays. Le pouvoir extérieur avait changé. Il faudrait des semaines avant que les Alliés arrivent en Indonésie, les Néerlandais eux-mêmes ayant été très affaiblis par la Seconde Guerre mondiale. Les Japonais, d'autre part, devaient, selon les termes de la capitulation, à la fois déposer les armes et maintenir l'ordre, un paradoxe qui fut en partie résolu par la remise d'armes à des Indonésiens ayant suivi un entraînement militaire auprès des Japonais,. La vacance du pouvoir, provoquée par la capitulation japonaise, créa, dans les semaines qui suivirent, une atmosphère d'incertitude, mais aussi des occasions à saisir.

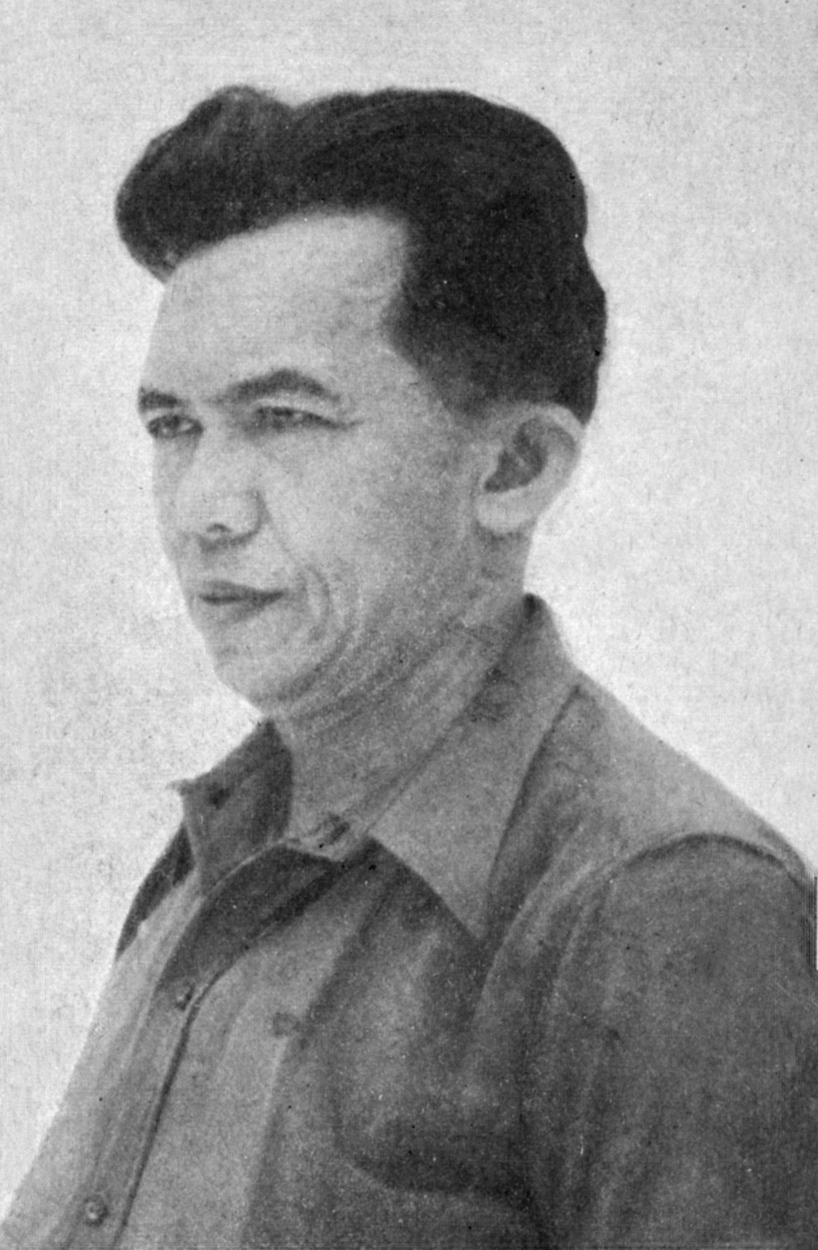
Tan Malaka, opposant de Soekarno.

De nombreux pemuda rejoignirent les groupes de combat pro-républicains (badan perjuangan). Les Japonais avaient formé des unités paramilitaires, les Heiho et les PETA composées de volontaires, et des conscrits. Ces deux groupes formaient l'essentiel des forces de maintien de l'ordre des indépendantistes, mais ils furent dissous par les Japonais, ce qui nuisit à la transition entre l'occupation et la république naissante. Dans les premières semaines, les troupes japonaises se retirèrent des zones urbaines pour éviter les confrontations. En septembre 1945, le contrôle de la majeure partie des infrastructures, dont les gares ferroviaires et les tramways des plus importantes villes de Java, était assuré par les pemuda républicains qui ne rencontrèrent qu'une faible résistance japonaise. Pour répandre le message de la révolution, les pemuda mirent en place leurs propres quotidiens et stations radiophoniques, et des graffitis proclamaient le sentiment nationaliste. Sur la plupart des îles, des comités de lutte et des milices furent formés. Les quotidiens et journaux républicains étaient facilement disponibles à Jakarta, Yogyakarta, et Surakarta, ce qui favorisait l'émergence d'une génération d'écrivains connue sous le nom d’Angkatan '45 (« Génération 45 »). Nombre d'entre eux étaient persuadés que leur travail faisait partie du processus révolutionnaire.
Certains dirigeants républicains souhaitaient une lutte armée passionnée alors que d'autres envisageaient une approche plus raisonnée. Le militant communiste Tan Malaka, par exemple, défendait l'idée qu'il s'agissait d'une lutte armée révolutionnaire que les pemuda indonésiens devaient mener et gagner. Soekarno et Hatta, au contraire, étaient plus enclins à constituer un gouvernement et des institutions pour parvenir à l'indépendance par l'action diplomatique. Des manifestations massives et enflammées se déroulèrent dans les grandes villes, notamment une, à Jakarta, suivie par 200 000 personnes et emmenée par Tan Malaka, que Soekarno et Hatta, craignant des violences, réussirent à tempérer.
En septembre 1945, de nombreux pemuda auto-proclamés s'impatientèrent. Il était courant que les membres de la société considérés comme « non-indigènes » — les Néerlandais emprisonnés, les personnes nées d'unions indonésiano-européennes, les Ambonais et les Chinois — soient considérés comme des espions ou fassent l'objet d'intimidations, d'enlèvements, de vols, parfois de meurtres ou même de massacres organisés. Ces exactions eurent longtemps cours pendant la période révolutionnaire,,,. À mesure que le niveau de violence s'accroissait à travers tout le pays, le tout nouveau gouvernement républicain, emmené par Soekarno et Hatta, appelait au calme. Cependant, les pemuda, favorables à la lutte armée, considéraient alors que la direction plus ancienne était trop indécise et trahissait la révolution, ce qui mena souvent à des conflits entre Indonésiens.

### Formation du gouvernement républicain
À la fin août, un gouvernement central fut établi à Jakarta. Il adopta la Constitution ébauchée pendant l'occupation japonaise par le Comité préparatoire pour l'indépendance indonésienne. En attendant la tenue d'élections générales, un Komite Nasional Indonesia Pusat (KNIP ou Comité national indonésien central) fut constitué pour assister le président. Des comités semblables furent établis au niveau des provinces. Le projet d'instauration de la loi islamique fut rejeté par les indépendantistes.

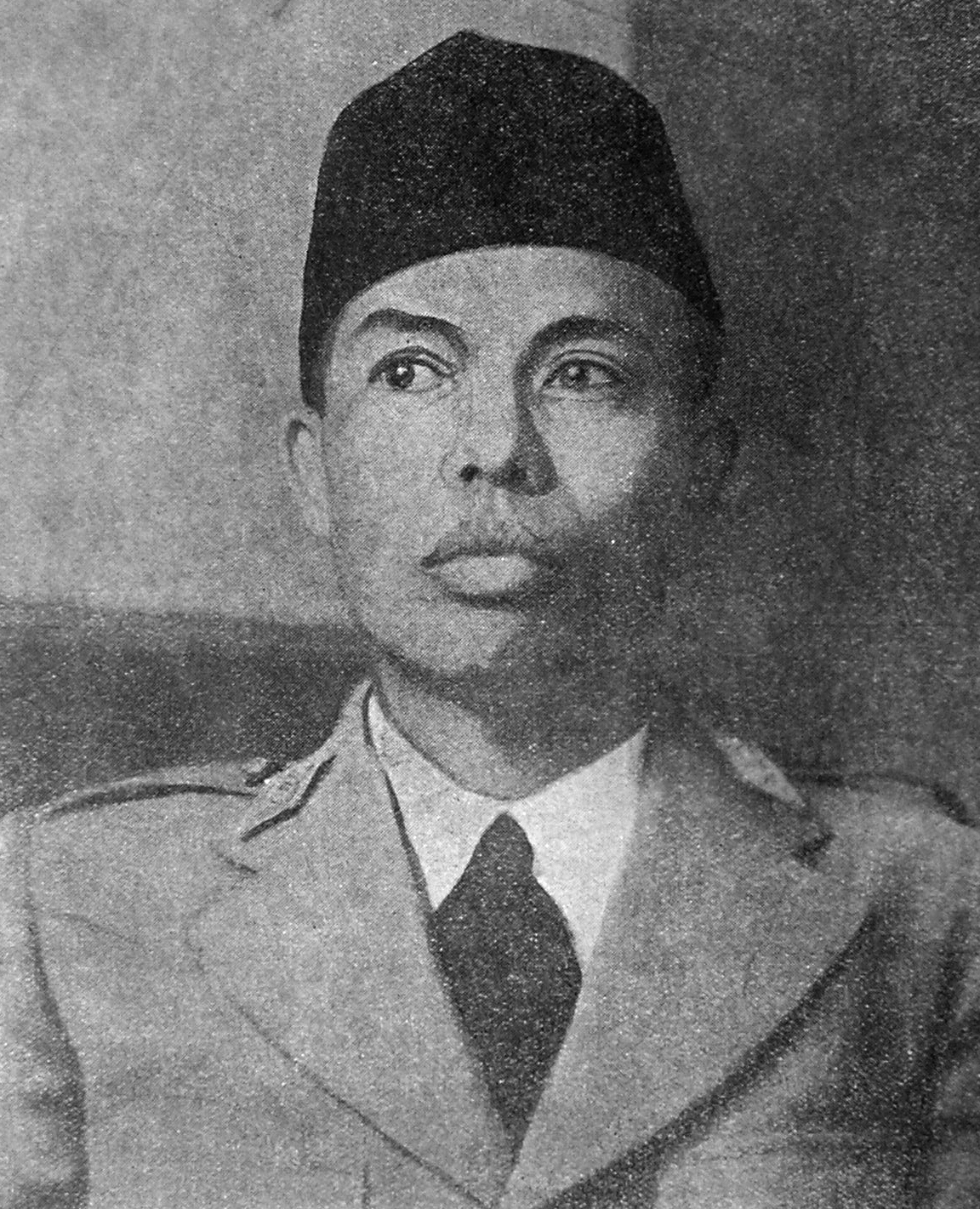
Sudirman, premier commandant en chef de l'armée indonésienne.

Ensuite, la question de l'allégeance des princes à ce gouvernement se posa. Le royaume de Surakarta et le sultanat de Yogyakarta, dans le centre de Java, par exemple, se déclarèrent immédiatement favorables aux républicains, tandis que de nombreux princes, particulièrement ceux des îles extérieures, s'étant enrichis grâce aux Néerlandais, se révélèrent moins enthousiastes. Cette réticence était appuyée par la nature radicale, non aristocratique et parfois islamique des leaders républicains concentrés sur Java. Cependant, le gouvernement républicain acquit le soutien de Sulawesi du Sud, notamment par l'intermédiaire du roi de Bone (qui mena de nombreuses batailles au début du siècle contre les Néerlandais), des râjas des Makassars et des Bugis soutenant le gouverneur républicain de Jakarta, un chrétien manadonais. De nombreux râjas balinais acceptèrent aussi l'autorité républicaine.
Craignant que les Néerlandais ne tentent de rétablir leur autorité sur l'Indonésie, le nouveau gouvernement républicain et ses dirigeants agirent rapidement pour renforcer son administration, enthousiaste mais fragile. Le nouveau gouvernement était principalement actif sur Java et rarement en contact avec les îles extérieures, dans lesquelles stationnaient davantage de troupes japonaises (particulièrement dans les zones tenues par la Marine impériale), des officiers japonais en charge moins bienveillants et moins de militants et de dirigeants républicains,. En novembre 1945, un gouvernement parlementaire fut formé et Sjahrir fut nommé Premier ministre.
Quatre jours après l'acceptation de la capitulation par le Conseil impérial japonais, la PETA et les Heiho furent dissous par les Japonais. Dans la nouvelle armée indonésienne, les officiers formés par les Japonais étaient plus nombreux que ceux formés par les Néerlandais. Un ancien instituteur âgé de 30 ans, Sudirman, fut élu commandant en chef lors de la première réunion des Commandants de division à Yogyakarta, le 12 novembre 1945.

## Contre-révolution alliée

### Opposition néerlandaise à l'indépendance
Les Néerlandais accusèrent Soekarno et Hatta de collaboration avec les Japonais et accusèrent la nouvelle république de n'être qu'une création du fascisme japonais. L'administration des Indes orientales néerlandaises venait alors de recevoir un prêt de dix millions de dollars des États-Unis, destiné à financer son retour en Indonésie.

### Occupation britannique de l'Indonésie

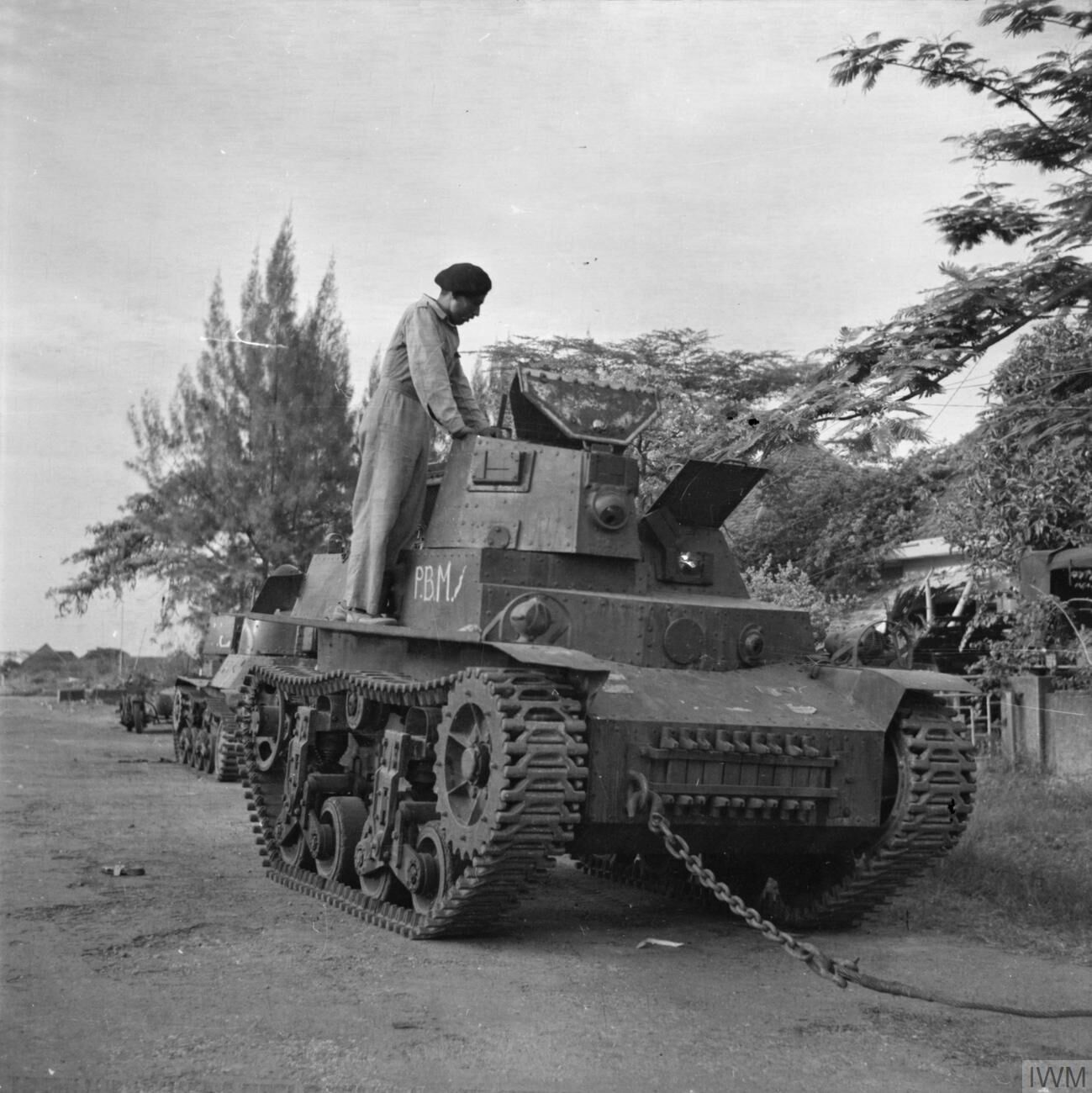
Un soldat, appartenant à un régiment blindé indien, examine un tank utilisé par les nationalistes indonésiens et capturé par les forces britanniques lors des combats à Surabaya.

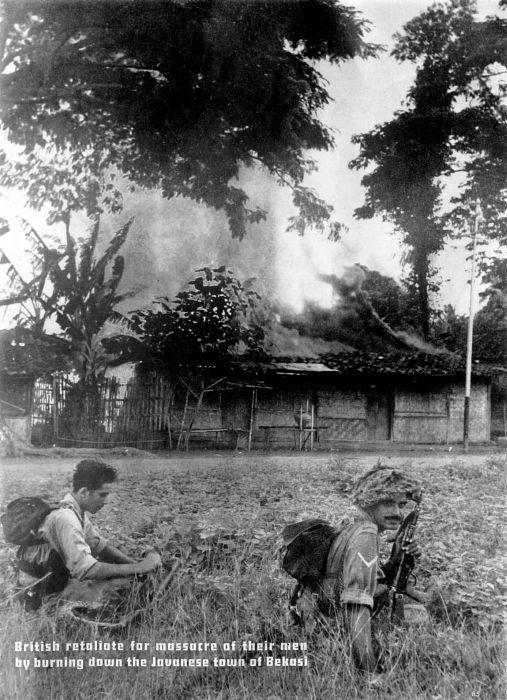
En représailles du meurtre de plusieurs des leurs, des soldats britanniques mettent le feu à des maisons dans la ville de Bekasi à l'est de Jakarta (1946).

Les Pays-Bas étaient cependant sévèrement affaiblis du fait la Seconde Guerre mondiale en Europe et ne redevinrent une puissance militaire significative qu'au début de l'année 1946. Les Japonais et les membres des forces alliées acceptèrent avec réticence d'assurer l'intérim durant cet intervalle. Alors que les forces américaines se concentraient sur les îles japonaises, l'archipel fut placé sous la juridiction du prince et amiral britannique Louis Mountbatten, commandant suprême des forces alliées en Asie du Sud-Est. Des enclaves alliées avaient subsisté à Kalimantan, à Morotai dans les Moluques et en Nouvelle-Guinée occidentale, ce qui permit aux administrateurs néerlandais de revenir dans ces zones. Dans les zones contrôlées par la marine japonaise, l'arrivée des troupes alliées prévint rapidement les activités révolutionnaires, là où les troupes australiennes, suivies par les troupes et les administrateurs néerlandais, reçurent la reddition des Japonais (excepté à Bali et à Lombok).
Les Britanniques furent chargés de rétablir l'ordre et un gouvernement civil à Java. Pour les Néerlandais, cela signifiait le rétablissement de l'administration coloniale en place avant la guerre et ils continuèrent ainsi à réclamer la reconnaissance de leur souveraineté sur l'Indonésie. Cependant, les troupes du Commonwealth ne débarquèrent à Java qu'à la fin septembre 1945 pour recevoir la reddition des Japonais. Parmi les tâches immédiates dévolues à Lord Mountbatten, il y eut le rapatriement d'environ 300 000 Japonais et la libération des prisonniers de guerre. Les Britanniques ne voulaient pas, ni ne pouvaient, impliquer leur troupes dans une longue lutte pour reconquérir l'Indonésie au profit des Néerlandais. Les premières troupes britanniques atteignirent Jakarta à la fin septembre 1945 puis Medan (Sumatra du Nord), Padang (Sumatra occidental), Palembang (Sumatra du Sud), Semarang (Java central) et Surabaya (Java oriental) en octobre. Afin d'éviter des affrontements avec les Indonésiens, le commandant britannique, le lieutenant général Sir Philip Christison, dépêcha des soldats de l'ancienne armée coloniale des Pays-Bas vers l'est de l'Indonésie, là où le retour des Néerlandais se déroulait sans heurts. Les tensions s'accrurent quand les troupes alliées débarquèrent à Java et à Sumatra. Des troubles éclatèrent entre les républicains et ceux qu'ils percevaient comme leurs ennemis : les prisonniers néerlandais, les troupes de la Koninklijk Nederlandsch-Indisch Leger (KNIL ou Armée royale des Indes orientales néerlandaises), les Chinois, les Eurasiatiques et Japonais. Les conflits armés commencèrent en octobre 1945 quand, selon les termes de la capitulation, les Japonais tentèrent de rétablir leur autorité abandonnée aux Indonésiens dans les villages et les villes. La police militaire japonaise tua des pemuda républicains à Pekalongan le 3 octobre 1945. Les troupes japonaises chassèrent les pemuda républicains à l'extérieur de Bandung et remirent la ville aux Britanniques. Mais les combats les plus violents impliquant les Japonais eurent lieu à Semarang. Le 14 octobre 1945, les forces britanniques occupèrent la ville. Les forces républicaines ripostèrent dans leur retraite en tuant entre 130 et 300 prisonniers japonais qu'ils détenaient. Près de 500 Japonais et 2 000 Indonésiens avaient déjà été tués et les Japonais s'étaient presque emparés de la ville quand les forces britanniques arrivèrent, six jours plus tard.
À la suite de cela, les Britanniques décidèrent d'évacuer les 10 000 prisonniers eurasiatiques et européens de la région explosive de Java central. Les détachements britanniques envoyés dans les villes d'Ambarawa et de Magelang rencontrèrent une forte résistance et durent lancer des attaques aériennes contre les Indonésiens. Soekarno négocia un cessez-le-feu le 2 novembre 1945 mais, à la fin novembre, les combats reprirent et les Britanniques furent repoussés vers la côte,. Les attaques républicaines contre les alliés et des civils présumés pro-néerlandais atteignirent leur paroxysme en novembre et décembre, avec près de 1 200 tués à Bandung alors que les pemuda repassaient à l'offensive. En mars 1946, les républicains acculés répondirent à un ultimatum britannique leur enjoignant de quitter la cité de Bandung en brûlant délibérément la plus grande partie de la moitié sud de la ville, événement connu sous le nom de « Mer de feu de Bandung » (Bandung Lautan Api). Les dernières troupes britanniques quittèrent l'Indonésie en novembre 1946, mais dans le même temps, 55 000 soldats néerlandais avaient posé le pied sur Java.

### Bataille de Surabaya

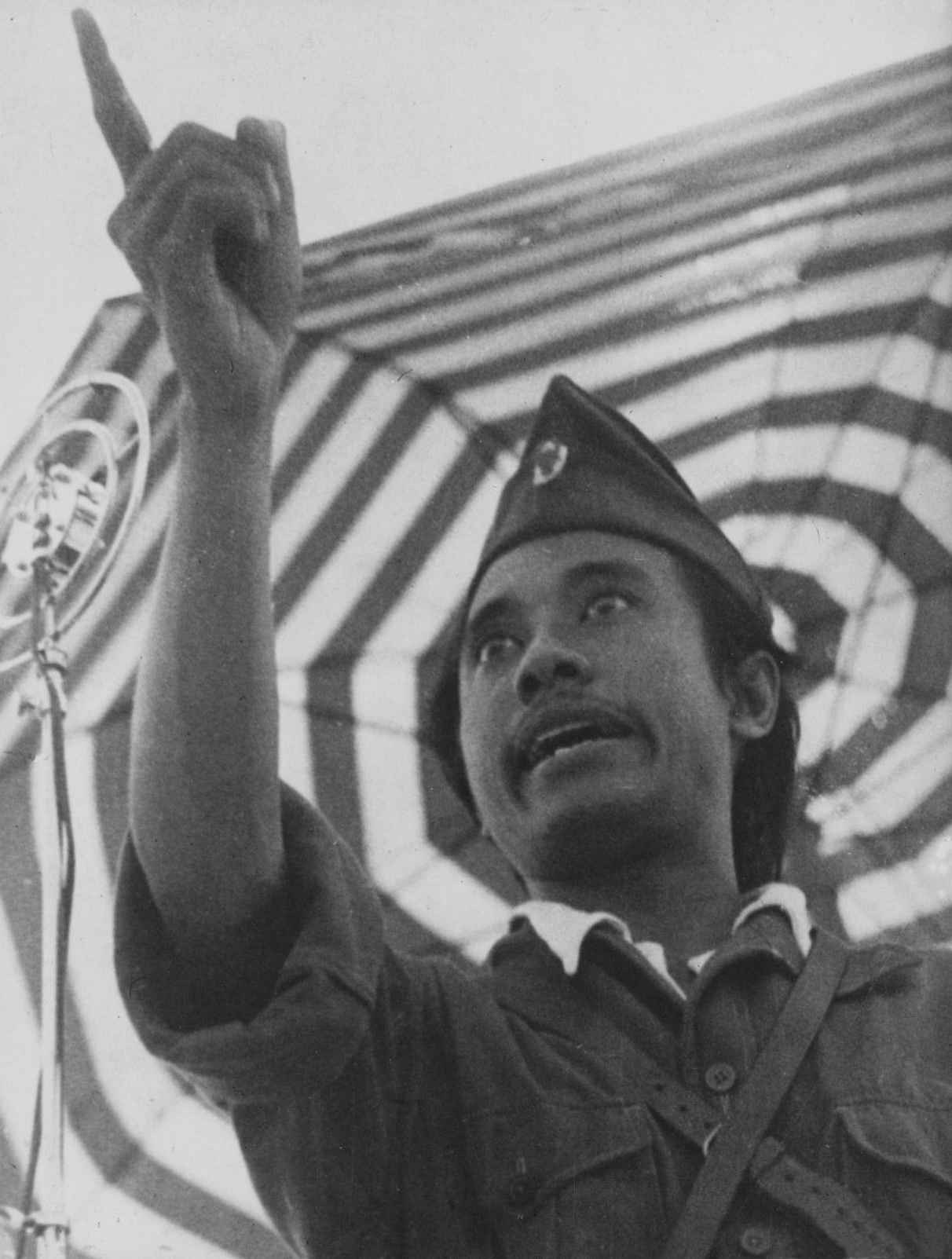
Le provocateur Bung Tomo, l'un des dirigeants révolutionnaires les plus respectés à Surabaya. Cette célèbre photo représente, pour beaucoup de ceux qui y prirent part, Néerlandais comme Indonésiens, l'âme de la lutte révolutionnaire.

La bataille de Surabaya fut la plus importante confrontation de la révolution et devint un symbole national de la résistance indonésienne. Les groupes de pemuda de Surabaya, la deuxième plus grande ville du pays, s'emparèrent d'armes et de munitions appartenant aux Japonais et créèrent deux nouvelles organisations : le Comité national indonésien (KNI) et le Corps de sécurité du peuple (BKR, embryon de l'armée indonésienne). Au moment où les forces alliées arrivaient, à la fin octobre 1945, la tête de pont des pemuda dans Surabaya était décrite comme « une puissante forteresse unifiée ».

« La ville elle-même était un pandémonium. Il y avait des corps à corps sanglants à chaque coin de rue. Des corps jonchaient le sol de tous côtés. Des troncs décapités, démembrés, étaient empilés les uns sur les autres […] Les Indonésiens tiraient, donnaient des coups de couteau et tuaient sauvagement »

— Soekarno
En septembre et octobre 1945, la révolution fut sanglante. Il y eut une série d'incidents impliquant des métis pro-néerlandais et des atrocités contre des prisonniers européens et considérées comme commises par des foules indonésiennes. De féroces combats éclatèrent lorsque 6 000 soldats de l'armée britannique des Indes entrèrent dans la ville. Soekarno et Hatta négocièrent un cessez-le-feu entre les républicains et les forces britanniques, dirigées par le brigadier général Mallaby. À la suite du meurtre de Mallaby, le 30 octobre 1945, les Britanniques envoyèrent, à partir du 10 novembre 1945, davantage de troupes, appuyées par des frappes aériennes. Bien que les forces européennes aient pris la plus grande partie de la ville en trois jours, les républicains, faiblement armés, se battirent pendant trois semaines, des milliers d'entre eux moururent, tandis que la population s'enfuyait vers la campagne.
Malgré la défaite subie par les républicains et les pertes humaines et en armement qui entamaient sévèrement leurs forces pour le reste de la révolution, le courage et la détermination des Indonésiens galvanisa la nation en faveur de l'indépendance et aida à attirer l'attention internationale. Pour les Néerlandais, il ne fit plus aucun doute que la république n'était pas « une bande de collaborateurs sans soutien populaire ». Cela eut également pour effet de convaincre les Britanniques que la sagesse était du côté de la neutralité vis-à-vis de la révolution. Le Royaume-Uni devait même, quelques années après, soutenir la cause républicaine aux Nations unies.

### Retour néerlandais
Avec l'assistance britannique, les Néerlandais parvinrent à installer les forces de la Netherlands Indies Civil Administration (NICA) à Jakarta et en d'autres points clés. Les sources républicaines font état de 8 000 morts en janvier 1946 directement liées à la défense de Jakarta, même si la ville ne put être tenue par les insurgés. La direction républicaine s'exila alors à Yogyakarta, avec le soutien capital du nouveau sultan, Sri Sultan Hamengkubuwono IX. Yogyakarta continua, par la suite, à jouer un rôle majeur dans la révolution, d'où l'octroi d'un statut territorial spécial. À Bogor, près de Jakarta et à Balikpapan, sur Kalimantan, des cadres républicains furent emprisonnés. Pour préparer l'occupation de Sumatra par les Néerlandais, ses plus importantes villes, Palembang et Medan, furent bombardées. En décembre 1946, les Korps Speciale Troepen (KST ou littéralement les troupes spéciales néerlandaises), emmenés par l'expert en commando et en contre-insurrection, le capitaine Raymond « le Turc » Westerling, furent accusées d'essayer de pacifier le Sulawesi du Sud en employant des techniques de terreur, qui furent copiées par d'autres opposants aux républicains. Environ 3 000 républicains et leurs partisans furent tués en quelques semaines.
Sur Java et Sumatra, les succès militaires néerlandais se limitèrent aux grandes villes. Ils furent incapables de soumettre les villages de campagne. Dans les îles extérieures (y compris Bali), le sentiment républicain n'était pas aussi fort, du moins parmi les élites. Elles furent donc occupées par les Néerlandais avec comparativement plus de facilité. Des États autonomes y furent créés par les Néerlandais. Le plus vaste, l'État de l'Indonésie Orientale (Negara Indonesia Timur ou NIT), comprenait la majeure partie de l'est de l'archipel. Il fut établi en décembre 1946 et sa capitale administrative était Makassar.

## Diplomatie et offensives militaires

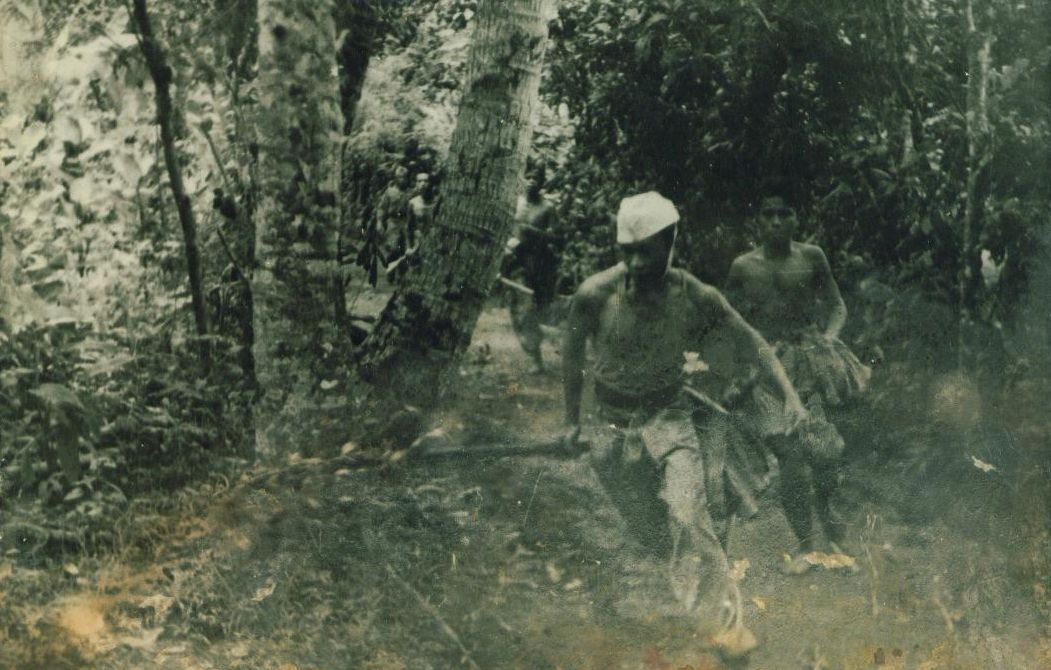
Combattants indonésiens pendant la Révolution.

### Accord de Linggarjati
L'accord de Linggarjati, négocié par les Britanniques et conclu en novembre 1946, voit les Pays-Bas reconnaître de facto l'autorité de la république sur Java, Madura et Sumatra. Le 1er janvier 1947, les deux parties s'accordèrent sur la formation de la république des États-Unis d'Indonésie, un État fédéral semi-autonome ayant à sa tête la couronne néerlandaise. Le KNIP ne ratifia pas cet accord avant février 1947 et celui-ci ne donna satisfaction ni à la république ni aux Néerlandais. Le 25 mars 1947, la Chambre basse du parlement néerlandais ratifia une version dépouillée du traité, qui ne fut pas acceptée par la république. Après cela, les deux parties s'accusèrent mutuellement de « violer l'accord ».

### OpérationProduct
« […] [la république] devint de plus en plus désorganisée à l'intérieur ; les dirigeants de parti se battaient entre eux ; les gouvernements étaient renversés et remplacés par d'autres ; des groupes armés agissaient en leur propre nom dans des conflits locaux ; certaines régions dirigées par la république n'avaient jamais de contact avec le centre — elles commençaient doucement à prendre leur propre route.

La situation dans son ensemble s'était détériorée à un tel point que le gouvernement néerlandais fut obligé de considérer qu'aucun progrès ne pourrait être fait avant que la loi et l'ordre ne fussent suffisamment restaurés pour rendre la communication entre les différentes parties de l'Indonésie possible, et pour garantir la sécurité des personnes aux opinions politiques différentes. »

— justification à la première « action de police » donnée par H.J. van Mook, ancien gouverneur des Indes néerlandaises
Les Néerlandais lancèrent, le 20 juillet 1947, à minuit, une offensive militaire majeure appelée Operatie Product, dans l'intention de reconquérir le territoire de la république. Dénonçant des violations de l'accord de Linggarjati, les Néerlandais décrivirent l'opération comme une politionele actie (« action de police »), destinée à restaurer la loi et l'ordre, tâche normalement dévolue à l'armée royale des Indes néerlandaises (KNIL), qui constituait à l'époque l'essentiel des troupes néerlandaises en Indonésie. Peu de temps après la fin de la Seconde Guerre mondiale, 25 000 volontaires (et, parmi eux, 5 000 fusiliers marins) avaient été envoyés outre-mer. Ils furent, par la suite, suivis par un important contingent d'appelés en provenance des Pays-Bas. 

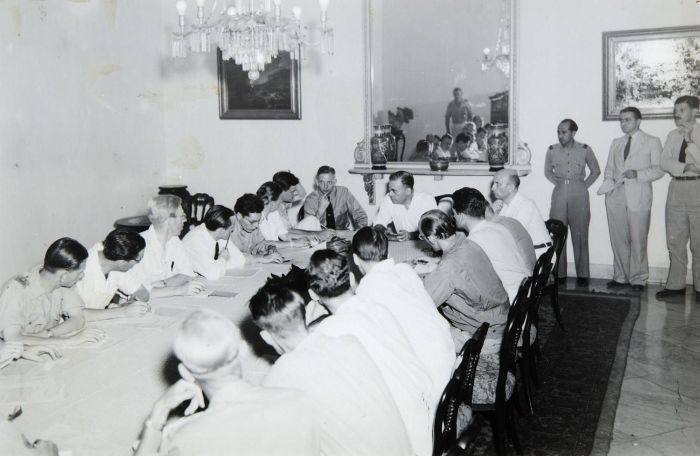
Conférence de presse du lieutenant-gouverneur général H. J. van Mook au début de la première « agression » néerlandaise contre la République dans la nuit du 20 au 21 juillet 1947.

Au cours de l'offensive, les Néerlandais chassèrent les troupes républicaines de certaines parties de Sumatra, ainsi que de l'est et de l'ouest de Java. Les républicains furent confinés dans la région de Yogyakarta, au centre de l'île de Java. Pour maintenir leur domination sur Java, les Néerlandais, dont les troupes comptaient désormais 100 000 hommes, prirent le contrôle des plantations lucratives et des installations pétrolières et houillères de Sumatra, ainsi que de tous les ports en eaux profondes de Java.
La réaction internationale à l'attaque néerlandaise fut négative. L'Inde, nouvellement indépendante, et l'Australie voisine furent particulièrement actives dans leur soutien à la cause républicaine auprès de l'ONU, tout comme l'URSS et, plus significativement, les États-Unis. Le boycott du chargement et du déchargement des navires néerlandais par les dockers australiens, commencé en septembre 1945, se poursuivit. Le conseil de sécurité des Nations unies se trouva directement impliqué dans le conflit, établissant un comité de bons offices afin de parrainer de futures négociations, rendant la position diplomatique néerlandaise particulièrement inconfortable. Un cessez-le-feu, exigé par une résolution de l'ONU, fut signé par les Néerlandais et Soekarno le 4 août 1947.

### Accord du Renville

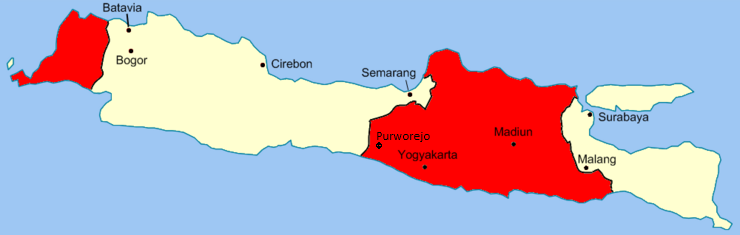
La ligne Van Mook (en, les territoires de Java sous contrôle indonésien)

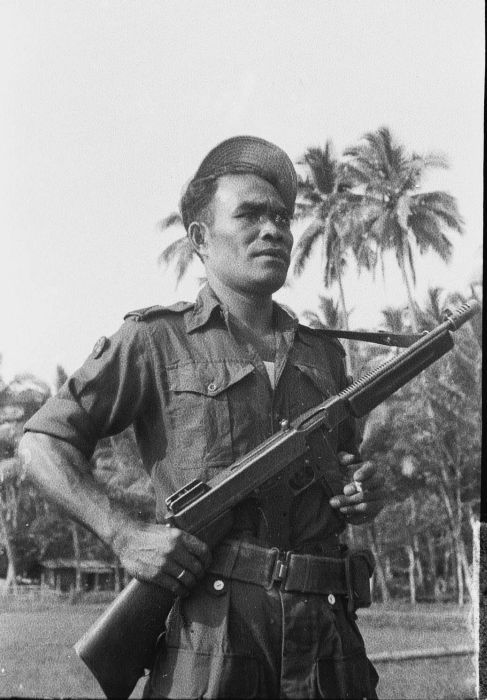
Soldat amboinais de l'armée royale des Indes néerlandaises (KNIL) sur la ligne du statu quo près de Gombong à Java central (photo prise le 24 janvier 1948).

Le Conseil de sécurité des Nations unies négocia l'accord du Renville pour pallier l'échec de l'accord de Linggarjati. L'accord fut ratifié en janvier 1948 et avait pour objet de garantir un cessez-le-feu le long de la ligne Van Mook, une ligne artificielle reliant les positions néerlandaises les plus avancées. De nombreuses positions républicaines se retrouvaient, de fait, derrière la ligne. L'accord prévoyait également la tenue d'un référendum sur le futur politique des zones tenues par les Néerlandais. L'apparente modération des républicains accrut la bienveillance américaine.
Les efforts diplomatiques entre les Pays-Bas et la république se poursuivirent tout au long des années 1948 et 1949. Les pressions politiques, locales et internationales, entravèrent les tentatives néerlandaises de se projeter vers l'avant. De même, les dirigeants républicains eurent de grandes difficultés à convaincre leurs partisans d'accepter des concessions diplomatiques. En juillet 1948, les négociations étaient dans l'impasse et les Pays-Bas décidèrent d'imposer unilatéralement le concept de Van Mook d'une Indonésie fédérale. Ainsi, les États de Sumatra du Sud et de Java oriental furent créés, bien que ni l'un ni l'autre n'ait un soutien viable de la base.

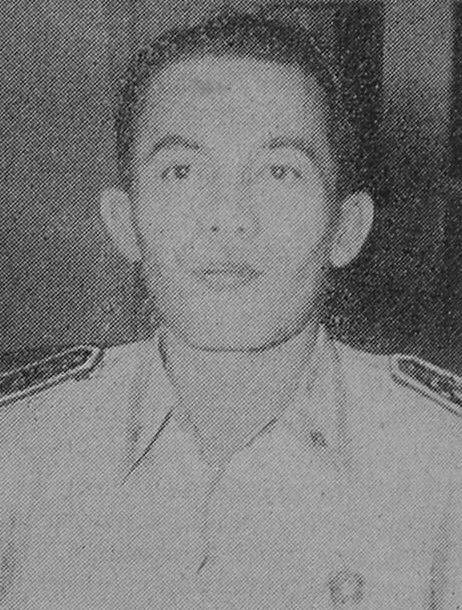
Portrait de Abdul Haris Nasution.

Les Pays-Bas créèrent la Bijeenkomst voor Federaal Overleg (BFO ou « Assemblée Fédérale Consultative »), une instance constituant le commandement des États fédéraux, chargé de parachever la formation de la république des États-Unis d'Indonésie et de la mise en place d'un gouvernement intérimaire vers la fin de l'année 1948. Les plans néerlandais, toutefois, ne laissaient aucune place à la république, à moins qu'elle n'accepte le rôle mineur qu'on avait déjà défini pour elle. Les plans ultérieurs incluaient Java et Sumatra mais ne faisaient plus aucune mention de la république. Le principal point de friction au cours des négociations fut l'équilibre des pouvoirs entre les hauts représentants néerlandais et les forces républicaines.
La méfiance mutuelle entre les Pays-Bas et la république mina les négociations. La république craignait une seconde grande offensive néerlandaise, les Néerlandais répondaient en évoquant les incessantes activités républicaines de leur côté de la ligne Van Mook. En février 1948, la division Siliwangi de l'armée républicaine, avec Nasution à sa tête, se déplaça de l'ouest de Java vers le centre de l'île, mouvement censé régler des tensions internes aux républicains dues au bataillon de la région de Surakarta. Mais la division affronta en fait les troupes néerlandaises, alors qu'elle franchissait le mont Slamet. La peur de telles incursions porta ses fruits, tout comme le travail de sape manifeste mené par les républicains contre l'État de Pasundan, établi par les Néerlandais. Ces éléments, combinés à des rapports négatifs de la part des agents de terrain, donnèrent aux autorités néerlandaises l'impression qu'elles perdaient le contrôle de la situation.

### Opération Corbeau etSerangan Umum
« Nous avons été attaqués […] Le gouvernement néerlandais a mis fin à l'accord de cessez-le-feu. Toutes les forces armées vont appliquer les plans arrêtés pour faire face aux attaques néerlandaises »

— Général Sudirman, diffusion depuis son lit d'hôpital.

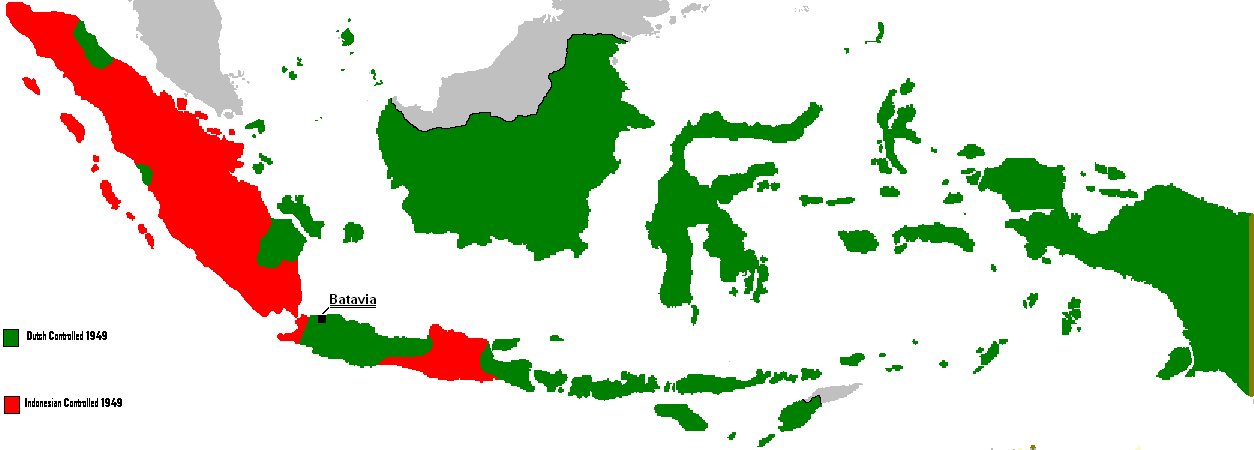
Territoires respectivement contrôlés par la république d'Indonésie (en rouge) et les Néerlandais (en vert) en 1949.

Frustrés par l'enlisement des négociations avec la République et la croyant affaiblie par le Darul Islam et l'affaire de Madiun, les Néerlandais lancèrent une offensive militaire le 19 décembre 1948 baptisée Operatie Kraai (littéralement « Opération Corbeau »). Le lendemain, ils avaient conquis Yogyakarta, capitale temporaire des républicains, et à la fin décembre, toutes les villes majeures tenues par les républicains à Java et Sumatra se trouvaient aux mains des Néerlandais. Le président de la république, le vice-président et tous les ministres républicains, à l'exception de six d'entre eux, furent capturés par les troupes néerlandaises et exilés sur l'île de Bangka, située au large de la côte est de Sumatra. Dans les zones entourant Yogyakarta et Surakarta, les forces républicaines refusèrent de se rendre et continuèrent à mener une guérilla sous le commandement du chef d'État major républicain, le général Sudirman, qui avait échappé aux offensives ennemies. Un gouvernement républicain d'urgence, le Pemerintahan Darurat Republik Indonesia (PDRI ou « Gouvernement d'urgence de la république d'Indonésie »), fut établi au Sumatra occidental.
Bien que les Néerlandais aient conquis les villes du cœur de Java et de Sumatra, ils ne purent toujours pas contrôler les villages et les campagnes. Les troupes républicaines et les milices emmenées par le lieutenant-colonel (et futur président) Soeharto attaquèrent les positions néerlandaises dans Yogyakarta à l'aube du 1er mars 1949. Les Néerlandais furent chassés de la ville pendant six heures, mais ceux-ci acheminèrent des renforts depuis les villes proches d'Ambarawa et de Semarang dans l'après-midi. Les combattants indonésiens se retirèrent à midi et les Néerlandais réinvestirent la ville. Cette attaque indonésienne, plus tard nommée, en Indonésie, Serangan Umum (« l'attaque générale »), est aujourd'hui commémorée par un monument à Yogyakarta. Une offensive semblable, dirigée par le lieutenant-colonel Slamet Riyadi, eut lieu à Surakarta le 7 août 1949.
Une fois encore, l'opinion internationale, aux États-Unis comme aux Nations unies, s'offusqua fortement des campagnes militaires néerlandaises. En janvier 1949, le Conseil de sécurité de l'ONU vota une résolution demandant la restauration du gouvernement républicain. Les États-Unis annulèrent leur aide à l'effort de guerre néerlandais en Indonésie et il fut question, au Congrès des États-Unis, d'interrompre l'ensemble de l'aide apportée au pays, dont les fonds du plan Marshall, vitaux pour la reconstruction des Pays-Bas après la Seconde Guerre mondiale — le tout représentant un milliard de dollars. Le gouvernement néerlandais avait déjà dépensé un montant équivalent à presque la moitié de cette somme pour financer ses campagnes en Indonésie. Que l'aide des États-Unis puisse être utilisée pour financer « un impérialisme vain et sénile » poussa de nombreuses voix importantes aux États-Unis — y compris au sein du Parti Républicain — et provenant des Églises et d'ONG américaines, à se prononcer en faveur de l'indépendance indonésienne.

## Désordre interne

### Révolutions sociales
Les « révolutions sociales » suivirent la proclamation de l'indépendance. Elles étaient autant de défis à l'ordre social établi par les Pays-Bas en Indonésie et, dans une certaine mesure, le résultat du ressentiment vis-à-vis des politiques imposées par les Japonais. À travers le pays, les habitants se soulevèrent contre les aristocrates traditionnels et les chefs de village et tentèrent d'imposer une propriété populaire des terres et des ressources. La majorité des révolutions sociales prit fin rapidement et, dans la plupart des cas, les défis à l'ordre social furent réprimés.
Une culture de violence enracinée dans les conflits profonds qui divisaient les campagnes sous domination néerlandaise se manifesta à plusieurs reprises tout au long de la seconde moitié du XXe siècle. Le terme de « révolution sociale » a été appliqué à un éventail d'activités de la gauche, principalement violentes, qui comprenait des tentatives altruistes visant à organiser une révolution réelle et de simples expressions de revanche ou de ressentiment et de démonstrations de puissance. Les cibles des violences furent établies selon les modèles importés par les Japonais. Les figures identifiées comme « féodales », dont les rois bupatis, ou plus généralement les riches, furent ainsi souvent violentées, parfois tuées, décapitées, et le viol était courant sur les femmes cibles des agressions. Dans les sultanats côtiers de Sumatra et Kalimantan, par exemple, les sultans et ceux dont l'autorité avait été sapée par les Néerlandais, furent attaqués dès le départ des autorités japonaises. Les seigneurs laïcs d'Aceh, qui avaient été à la base de la fondation du gouvernement néerlandais, furent exécutés. Cependant la plupart des sultanats d'Indonésie retombèrent entre les mains néerlandaises.
La plupart des Indonésiens vivaient dans la peur et l'incertitude, particulièrement une proportion significative de la population qui avait soutenu les Néerlandais ou qui demeurait dans les territoires encore sous leur domination. Le cri de ralliement populaire révolutionnaire : « La liberté ou la mort » fut souvent interprété pour justifier des meurtres commis au nom de l'autorité républicaine. Les commerçants se trouvèrent souvent dans des positions particulièrement difficiles. D'un côté, ils subissaient les pressions républicaines pour boycotter toute vente aux Néerlandais et, d'autre part, la police néerlandaise combattait la contrebande dont dépendait l'économie républicaine. Dans certaines zones, le terme « kedaulatan rakyat » (« souveraineté populaire ») — mentionné dans le préambule de la Constitution et utilisé par les pemuda pour demander à leurs dirigeants des politiques pro-actives — en vint à être utilisé, non seulement pour réclamer des produits gratuits, mais également pour justifier l'extorsion et le vol. Les marchands chinois, en particulier, furent souvent forcés de maintenir le prix de leurs produits artificiellement bas par des menaces de mort,.

### Insurrections communistes et islamiques
Le 18 septembre 1948, une république soviétique d'Indonésie fut déclarée à Madiun, à l'est de Yogyakarta, par des membres du PKI et du PSI. Estimant le moment venu pour un soulèvement prolétarien, ils tentèrent de devenir le centre névralgique de la révolution contre « Soekarno-Hatta, les esclaves des Japonais et de l'Amérique ». Madiun fut reprise par les forces républicaines en quelques semaines et le dirigeant de l'insurrection, Musso, fut tué. R.M. Suryo, le gouverneur du Java oriental, plusieurs officiers de police et dirigeants religieux furent également tués par les rebelles. Cela mit fin à un deuxième front périlleux pour la révolution et changea les vagues sympathies américaines, basées sur des sentiments anti-colonialistes, en un réel soutien diplomatique. Sur le plan international, la république fut alors considérée comme manifestement anti-communiste et comme un allié potentiel dans la guerre froide globale, alors en préparation, entre le « monde libre » avec à sa tête les États-Unis et le bloc emmené par l'Union soviétique.
Les membres de l'armée républicaine provenant des rangs du Hizbullah se sentirent trahis par le gouvernement indonésien. Le 7 août 1949, Kartosuwirjo, l'un des dirigeants du Hizbullah, proclama la création d'un État islamique d'Indonésie (Negara Islam Indonesia) au Java occidental. La rébellion fut finalement écrasée en 1962.

## Transfert de souveraineté
« Des millions et des millions de personnes envahirent les trottoirs, les rues. Elles pleuraient, s'embrassaient, hurlaient « …longue vie à Bung Karno… », ils se cramponnaient aux côtés de la voiture, au capot, aux marchepieds. Ils m'agrippaient pour embrasser mes doigts. Les soldats me frayèrent un chemin jusqu'à la plus haute marche du grand palais blanc. Là, je levai haut les deux bras. Le calme s'abattit sur les millions de personnes. Alhamdulillah — Merci Dieu, j'ai pleuré. « Nous sommes libres ». »

— Souvenirs de Soekarno de l'accomplissement de la révolution.
La résilience de la résistance républicaine et une diplomatie internationale active firent tourner l'opinion mondiale contre les efforts néerlandais visant à rétablir leur colonie. La seconde action de police fut un désastre diplomatique pour la cause des Pays-Bas. Le Secrétaire d'État des États-Unis nouvellement nommé, Dean Acheson, poussa le gouvernement néerlandais à accepter les négociations recommandées par les Nations unies mais jusqu'alors rejetées par les Pays-Bas. Une conférence de la Table ronde entre la République, les Pays-Bas et les États fédéraux créés par les Néerlandais se tint à La Haye du 23 août 1949 au 2 novembre 1949. Les Pays-Bas acceptèrent de reconnaître la souveraineté indonésienne sur un nouvel État fédéral : la république des États-Unis d'Indonésie (RIS). Celle-ci comprenait tous les territoires des Indes orientales néerlandaises à l'exception de la partie occidentale de la Nouvelle-Guinée, qui demeura sous l'autorité des Pays-Bas jusqu'à la tenue de négociations ultérieures avec l'Indonésie. L'autre question difficile sur laquelle l'Indonésie fit des concessions fut la dette des Indes orientales néerlandaises. L'Indonésie accepta la charge de cette somme, d'un montant de 4,3 milliards de livres, dont l'essentiel était directement imputable aux tentatives néerlandaises de briser la révolution. La souveraineté fut formellement transférée le 27 décembre 1949 et le nouvel État immédiatement reconnu par les États-Unis d'Amérique.

La république des États-Unis d'Indonésie, décembre 1949 — La république d'Indonésie est en.

Java et Sumatra, contrôlées par les républicains, formaient ensemble un seul État au sein de cette fédération qui en comptait seize, mais représentait presque la moitié de sa population. Les quinze autres États furent créés par les Pays-Bas à partir de 1945. Ces États furent détachés de la République dans la première moitié de 1950. Le 23 janvier 1950, à Bandung, un coup d'État anti-républicain, dirigé par le célèbre Raymond Westerling échoua, entraîna la dissolution de l'État de Pasundan au Java occidental et accéléra la dissolution de la structure fédérale. Les soldats coloniaux, en majorité amboinais, affrontèrent les troupes républicaines à Makassar, en avril 1950. Les Amboinais, majoritairement chrétiens, faisaient partie des soutiens des Pays-Bas et s'inquiétaient d'une République dominée par des Javanais majoritairement musulmans et défavorablement considérés comme des gauchistes. Le 25 avril 1950, une république des Moluques du Sud (RMS) indépendante fut proclamée à Ambon mais une campagne militaire républicaine qui se déroula entre juillet et novembre y mit fin, son gouvernement devant alors s'exiler aux Pays-Bas. Le Sumatra oriental resta le seul État de la fédération encore existant avant d'intégrer lui aussi la république unitaire. Le 17 août 1950, cinquième anniversaire de la déclaration d'indépendance, Soekarno put donc proclamer la république d'Indonésie en tant qu'État unitaire,,.

## Conséquences

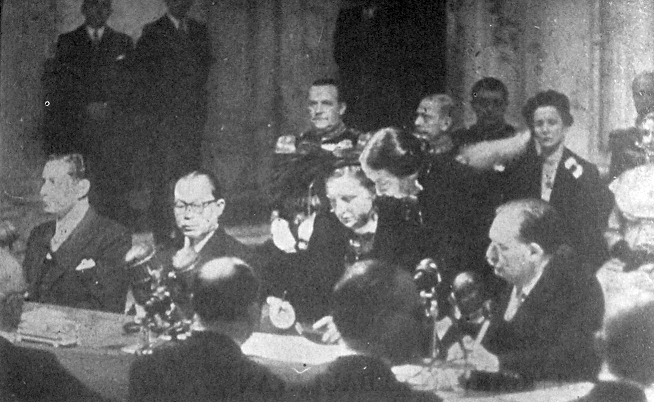
Le vice-président indonésien Hatta et la reine Juliana des Pays-Bas lors de la conférence de la Table ronde de La Haye.

Bien qu'il n'existe aucun décompte précis du nombre des victimes indonésiennes du conflit, il y en eut plus que du côté néerlandais, et beaucoup décédèrent dans les mains d'autres Indonésiens. Les estimations du nombre de morts indonésiens au combat varient de 45 000 à 100 000, le nombre des victimes civiles dépasse les 25 000 et aurait pu atteindre les 100 000. Au total, 1 200 soldats britanniques furent tués ou portés disparus à Java et Sumatra en 1945-1946, la plupart appartenant à l'Armée des Indes. Plus de 5 000 soldats néerlandais perdirent la vie en Indonésie entre 1945 et 1949. Il y eut encore plus de décès côté japonais : à Bandung seule, 1 057 moururent, seulement la moitié au combat, le reste lors des manifestations et des échauffourées. Des dizaines de milliers de Chinois et d'Eurasiens furent tués ou devinrent sans abri. 7 millions de personnes furent déplacées à Java et Sumatra.
La révolution eut des effets directs sur les conditions économiques ; la pénurie était courante, en particulier pour la nourriture, les vêtements et le carburant. Il y avait en pratique deux économies — une néerlandaise et une républicaine — qui s'étaient simultanément formées après la Seconde Guerre mondiale et avaient perduré pendant la révolution. La république devait pourvoir aux besoins de la vie courante depuis les timbres postaux et les insignes militaires, jusqu'aux billets de train malgré le blocus commercial néerlandais. La confusion et de ruineux pics d'inflation furent provoqués par la concurrence des devises : la monnaie japonaise, la nouvelle monnaie néerlandaises et les devises républicaines étaient toutes utilisées, souvent simultanément.
L'indépendance indonésienne n'aurait pu être assurée sans le mélange vainqueur — bien que souvent fortuit — de la diplomatie et de la force. Sans la résistance des pemuda affrontant les forces coloniales (et leur indiscipline laissant planer le spectre de l'anarchie), les efforts diplomatiques républicains eurent été vains. Lorsque l'on compare ce combat avec ceux du Viêt Nam, l'Indonésie a acquis plus vite son indépendance avec, comme seule différence très remarquable, l'importance de sa force diplomatique.
La révolution constitue le tournant de l'histoire de l'Indonésie moderne et a fourni le point de référence et la caution des tendances politiques perpétuées jusqu'à aujourd'hui. Elle donna notamment une impulsion au mouvement communiste, au nationalisme, à la « démocratie dirigée » de Soekarno, à l'Islam politique et fut à l'origine de l'importance et du rôle de l'armée, des accords constitutionnels et de la centralisation du pouvoir.

## Dans la culture populaire

### Films
Le film Des soldats et des ombres (De Oost en néerlandais), réalisé en 2020 par Jim Taihuttu, se passe pendant la guerre d'indépendance indonésienne.